# Fanfiction

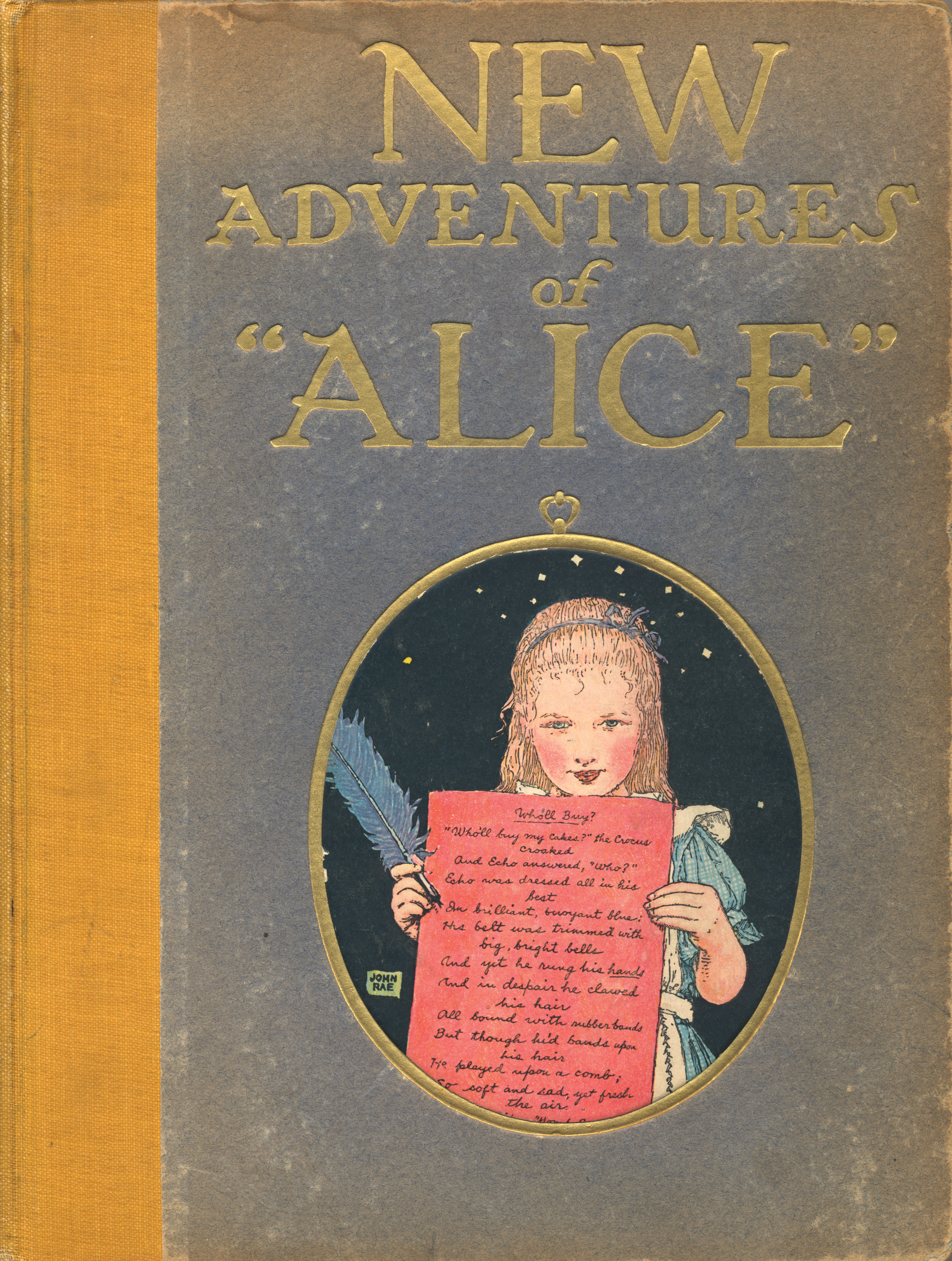
New Adventures of Alice (1917) por John Rae, un ejemplo temprano de pastiche o fanficción

Una fanficción (en inglés: fan fiction o fanfiction), acortado como fánfic, fic o FF, es una obra de ficción escrita que toma una obra preexistente o una persona famosa como punto de partida y es creada por fanes para otros fanes.  Los autores, quienes por lo general forman parte de una comunidad, generan contenido a partir de una ficción existente en cualquier medio, utilizando para ello los motivos, personajes e historias de la obra original.
El término fanficción hace referencia tanto al conjunto de todos estos relatos como a uno en concreto, según el contexto. Otras formas de crear ficción derivativa incluyen dibujos, películas, cortometrajes, webseries y los dōjinshi.

## Historia
El término fanfiction empezó a ser usado, hacia fines de 1930, entre los fanes de la ciencia ficción para referirse a los aficionados que publicaban ciencia ficción en un fanzine o ficción creada por fanes para fanes, los cuales se diferenciaban de las publicaciones profesionales. En la actualidad se pueden considerar los fanzines en desuso, puesto que la aparición de Internet supuso una transformación en la distribución de las fanficciones.
El significado original del término se ha visto sustituido por la nueva definición propia del siglo XX. Sin embargo, los primeros relatos que se pueden considerar fanficciones datan de la década de 1970, los cuales retomaban el universo de la serie de televisión Star Trek, y fueron publicados en fanzines como Spockanalia.

### Antecedentes
La idea de retomar los elementos del universo creativo de una obra ajena (personajes, reglas del universo ficcional, tramas principales) y desarrollarlos más allá del original es algo tan antiguo como la propia literatura. Así, la literatura clásica está plagada de continuaciones y adaptaciones, tales como las sagas homéricas (basadas en la Odisea y la Ilíada) o las revisiones del mito de Edipo por parte de Eurípides, Sófocles y Esquilo. Asimismo, desde el punto de vista meramente conceptual, la fanficción puede considerarse como la adaptación contemporánea del género literario del pastiche.
En la literatura moderna, las continuaciones apócrifas de obras de éxito abundan. Por ejemplo, tanto el Lazarillo como el Quijote tuvieron continuaciones anónimas, al igual que, más tarde, sucedería con Alicia en el País de las Maravillas o con las historias de Sherlock Holmes. Sin embargo, a diferencia de las fanficciones contemporáneas, en estos casos los continuadores eran autores con pretensiones artísticas o económicas, de las que carecen la mayor parte de los autores de fanficciones actuales.

## Autoría
Kristina Busse y Karen Hellekson en su libro The Fan Fiction Studies Reader, caracterizan a los sujetos que escriben fanfiction:
Desde sus inicios, los medios de comunicación de la fanficción han sido una empresa femenina, si no feminista. Colocamos los comienzos de los medios de comunicación de la fanficción a través de un fanzine mimeografiado de 1967 llamado Spocknalia, que fue editado por mujeres y que contiene ficciones y no ficciones hechas por ellas (Coppa 2006). Desde ese entonces y hasta ahora, especialmente en la última década, muchos de los fandoms están compuestos en su mayoría por mujeres.
Es decir, que el mundo de la fanficción es uno manejado por mujeres desde sus orígenes hasta hoy, pues ellas son las principales productoras y consumidoras de este tipo de literatura, especialmente de aquella que incluye la homosexualidad masculina; esto puede deberse al deseo de igualdad en una relación, la excitación, el sensacionalismo y la exploración de la sexualidad, como dicen Busse y Hellekson. Sin embargo, ellas igual que otros conocedores de la fanficción —Joanna Russ— citados en su libro, reconocen la objetivación que sufren los hombres gays en el mundo de este género.
Asimismo, otra característica de quienes escriben fanficciones, sea o no de temática LGBT, es seguir lo ya establecido en el producto cultural en que se basa, así como las convenciones de narrativa tradicional. No obstante, existen autores que mezclan lírica —canciones, poesía— y la prosa en su texto o que se limitan a hacer lo primero, siempre sin obtener beneficios económicos.
A pesar de esto último, hay autores de fanficciones como Cassandra Clare y E.L. James que, gracias al éxito de sus fánfics, pasaron a ser publicadas y dejaron el mundo aficionado para entrar al editorial, en el que tuvieron que cambiar ciertos aspectos de sus fánfics para que no violara los derechos de autor del producto mediático en el que se basaron y así poder obtener ganancias. 

## Validación
Quienes escriben fanficciones son, con frecuencia, ignorados o ridiculizados por el público general debido a las cuestiones de «plagio» y originalidad. Esto provoca que, tanto los autores como sus obras, sean consideradas triviales o de poca seriedad. Sin embargo, en sus propias comunidades, la mayoría de los autores posee grupos de fanes que respetan y aprecian su trabajo, haciéndoles partes importantes de sus comunidades virtuales. 
No obstante, hay quienes consiguen salir de la afición y se adentran en el mundo editorial. Un ejemplo en Latinoamérica sería la escritora chilena Francisca Solar, quien en 2003 publicó su fánfic de Harry Potter titulado El ocaso de los altos elfos, un texto que obtuvo millones de visitas y que la puso en la mira de varios editores. En 2006 se convirtió en la escritora más joven de su país en lograr un contrato de edición internacional con«La Séptima M», una novela inédita de corte tríler-paranormal. Actualmente escribe para diversas editoriales como Grupo Planeta y Random House y ha sido publicada hasta en 16 países.
Otro ejemplo de un autor latinoamericano que pasó de los fánfics a las editoriales es la mexicana Andrea Chapela, quien luego del éxito de su fánfic trabajó con Ediciones Urano entre 2008 y 2015, donde publicó una antología de cuentos, posteriormente fue becaria del FONCA en 2016 y actualmente reside en Madrid en una residencia estudiantil.
Ambas autoras —y muchas otras como Cassandra Clare, E.L. James y Anna Todd— abandonaron el mundo de la afición y las fanficciones para poder insertarse en el mundo editorial. De igual modo, realizan otros textos ajenos a las fanficciones que les permiten validarse como autoras, como Francisca Solar, que hizo cuentos policiales que fueron premiados por la PDI y la Corporación Cultural de España, en noviembre de 2014.

## Homosexualidad en la fanficción
La mayoría de consumidores y escritores de fanficciones son mujeres que prefieren textos sobre personajes masculinos en una relación homosexual. Las fanficciones con personajes femeninos en una relación romántica tienen una menor cantidad de obras en páginas como FanFiction.Net y Archive Of Our Own, a pesar de que desde 2015 ha tenido un aumento en su producción.
Karen Hellekson y Kristina Busse afirman en su libro The Fan Fiction Studies Reader que la mayoría de los autores de fanficciones llegan a objetivar a los hombres homosexuales e incluso a idealizarlos. Asimismo, dicen que los fics llegan a ser un reflejo de las fantasías de autores como de lectores. Sin embargo, aunque las fanficciones representan un medio artístico en el cual se puede explorar la cultura queer, Liza Cole advierte en su artículo “Fanfiction: Coding homosexuality as a teenager” que es frecuente que los jóvenes lleguen a caer en la fetichización e hipersexualización de la cultura gay.
Es por eso que, según Cole, personas y productos culturales llegan a ver las relaciones homosexuales como un medio de satisfacción para los heterosexuales y las fuerzan a encajar en una heteronormatividad. A pesar de esto, concluye Liz Cole en su artículo, existen productos como Yuri On Ice que buscan mostrarle al espectador otra forma de ver las relaciones homosexuales.

## Obras referenciadas
Numerosas series de todos los géneros cuentan con esta clase de obras. Por ejemplo, en FanFiction.Net, Wattpad y Archive of Our Own hay fánfics sobre los siguientes productos culturales:
- Series de manga y anime japonés.
- Series de televisión.
- Obras de teatro.
- Libros y sagas literarias.
- Películas y sagas fílmicas.
- Dibujos animados.
- Cómics.
- Videojuegos.
- Celebridades.
- Cantantes, cantautores, compositores, músicos y artistas.

## Géneros
La concepción de los «géneros» en la fanficción es polémica. Por lo general, cuando se habla del «género» de una obra de fanficción, esto no va referido a una clasificación literaria tradicional del propio relato. Laemayoría de fanficciones rario de la narrativa, aunque es común también encontrarlos en versos u otras formas.[cita requerida]
Hay ocasiones en las que la concepción de «género» va referida específicamente a las fuentes (es decir, la serie televisiva, película, etc. en la que un determinado relato está basado) de los textos. Por ejemplo, un fánfic de género Harry Potter o de Crepúsculo.[cita requerida]
Sin embargo, el uso más común de «género» en la fanficción se refiere a la temática o a la trama del relato. La fuente de la que parte se denomina fandom o simplemente se nombra como «fánfic de X» (donde X es la obra). En este punto también se encuentran diferencias, ya que los géneros pueden basarse en la clasificación común de la literatura como romance, aventuras, comedia, acción y otros, o el cine de género (policial, humor...). Hay distintas posturas sobre si estos tipos de fanficciones constituyen un género propio, un subgénero dentro de un género clásico o simplemente una manifestación particular.
Esta lista se toma de la página FanFiction.Net, la cual es de las primeras páginas creadas para almacenar fanfiction:
- Adventure (aventuras): Trata las hazañas de los protagonistas en una trama que generalmente contiene viajes, búsquedas y circunstancias peligrosas.

- Angst (angustia): Relatos que se basan en el sufrimiento emocional de los personajes.[24]
- Crime (crimen): La historia gira en torno a un crimen, delincuentes y su motivación. Se suelen asociar a la novela policíaca o detectivesca; sin embargo, en este género se presta especial atención a las acciones de quienes actúan al margen de la ley, característica que marca una diferencia fundamental con otras historias que fácilmente podrían ser ubicadas en la categoría de «misterio».
- Drama: Narra las alegrías y desventuras de los personajes. Existe una ligera confusión que relaciona al drama únicamente con el componente desolador de la tragedia y la angustia, cosa que no es del todo cierta, ya que también refleja acontecimientos felices. Es muy común verlo mezclado con el «romance».
- Family (familia): La trama se desenvuelve alrededor del tema de la vida en familia, tratando los conflictos de sus diferentes miembros desde una o varias perspectivas distintas.
- Fantasy (fantasía): Reúne los elementos propios de los cuentos de hadas, donde la magia y la hechicería existen, y se involucra a seres imaginarios o del folclore tales como duendes, dragones, monstruos, etc.
- Friendship (amistad): Se centra en la relación amistosa de dos o más personajes. Puede contener toques de “Romance”, aunque tendrían lugar en un segundo plano.
- General: Textos que no poseen ninguna pareja, es decir, se centran en un solo personaje, ya sea en su vida diaria, un problema que le aqueja, o una fecha especial.[24]
- Horror (terror): El objetivo principal es causar miedo en el lector. Por lo tanto, describe situaciones que pueden resultar escabrosas o inquietantes.
- Humor: Describe situaciones cómicas o risibles. Este género casi siempre acompaña a otro, complementándolo, dando un toque divertido y desenfadado al fic, ya sea para amenizar la trama o por simple capricho del autor.
- Hurt/Comfort (H/C): Por lo general, uno de los protagonistas sufre física o emocionalmente, y otro, quizá su pareja o interés romántico, le ayudará a sentirse mejor al final de la historia, reconfortándolo.[24]
- Mystery (misterio): Historias cuyo objetivo es resolver un misterio o enigma.
- Parody (parodia): Se enfoca en colocar a los personajes en situaciones peculiares que imitan alguna obra ya conocida. Este género, a pesar de la libertad que ofrece al escritor, no siempre es tan fácil de manejar, ya que su encanto radica en desarrollar una sátira sin llegar a alterar (demasiado) las personalidades originales. Aquí figuran muchas veces los llamados CrackFic.
- Poetry (poesía): Escritos en verso o prosa. Son más del género lírico que narrativo. En esta parte se encuentran los poemfic o Songfic.
- Romance: Texto narrativo que involucra a los personajes en lo maravilloso y lo insólito. Sin embargo, en su mayoría se le relacionan con tópicos amorosos.
- Sci-fi (ciencia ficción): Relatos que desarrollan un contexto diferente a la realidad, donde los hechos se explican por medio de una base racional o científica.
- Spiritual (espiritual): Involucra a los personajes con asuntos relacionados con los espíritus y al “más allá”.
- Supernatural (sobrenatural): Situaciones que están más allá de lo que la ciencia puede explicar. Este género comprende aquellas historias que incluyen criaturas con poderes sobrehumanos (como vampiros, licántropos, ángeles y demonios); sucesos paranormales como poderes mentales o psíquicos; o temas como el ocultismo y la magia (negra o blanca). Se relaciona muy bien con la categoría de “Horror” por su carácter usualmente más oscuro que el del género “Fantasy”.
- Suspense (suspenso): Mantiene al lector a la expectativa de algo. La intriga es el elemento principal, dándose al final una explicación coherente como resolución.
- Tragedy (tragedia): Nunca termina en final feliz, ya sea por la muerte de algún personaje o por algún otro hecho lamentable..
- Western: Historias ambientadas en el lejano Oeste norteamericano. Vaqueros, alguaciles e indios abundan en este tipo de relatos

A partir de lo hecho por fanfiction.net, otras páginas como Amoryaoi.com y slasheaven.com crearon sus propias listas de géneros, así como Wattpad, la cual coincide en algunos géneros con el resto de las páginas como aventura, poesía, ciencia-ficción, suspenso, espiritual, humor, misterio, sin embargo, introdujo nuevos géneros a su página como novela histórica, terror y acción.
Por otra parte, páginas como LiveJournal, Blogspot y Archive Of Our Own no manejan una lista de géneros, las dos primeras porque no están dedicadas exclusivamente a la producción y distribución de fanfiction, mientras que la última prefiere usar tags (etiquetas) para mayor comodidad de sus usuarios.

#### Según la extensión delfanfic[citarequerida]
- Drabble: relato que no debe tener más de 100 palabras. Sin embargo, en esta definición se admiten ya escritos de entre 100 y 500/600 palabras. Aunque una viñeta es el término intermedio entre un drabble y un one-shot. Suelen ser de más de 500 palabras pero menos de 1000, dado que más de 1000 ya es considerado como el último mencionado.
- Viñeta: consta de 500 a 1000 palabras. Es un punto intermedio entre el drable y el one-shot.
- One-shot: tiene más de 1000 palabras, no suele tener más de un capítulo, ni continuación.
- Fanfic: tiene más de 1000 palabras y tiene más de dos capítulos.

#### Por el contenido que tienen
- Crossover (X-over): Cruzamiento. Los crossovers mezclan dos o más series distintas. En él, personajes de diferentes obras interactúan entre sí.
- Fluff y Warm and Fuzzy Feeling (WAFF): Sensación mullida y abrigadita (WAFF en inglés). Los fanfics fluff y WAFF (abreviatura de Warm and Fuzzy Feeling) son historias románticas con final feliz, que pretenden inducir este tipo de sensación reconfortante en sus lectores.
- Side-Story (historia paralela): fanfics creados en torno a personajes de invención del autor que cuentan su propia historia, y se relacionan tangencialmente con él o los protagónicos de una serie, película o anime. Su función generalmente es explicar de manera plausible los hechos fundamentales grandes o pequeños que no se explicitan en la línea del guion. La historia paralela se engancha hasta el final conocido, pero sucede a menudo que los autores la extienden para dar un remate de su preferencia o la preferencia generalizada de los fanes.
- Real People/Real Person (RP): Gente real/Persona real. Una variante de la fanfiction son los relatos sobre personas reales. Suelen ser personajes públicos como actores, cantantes, políticos u otros rostros famosos, sobre los que se escriben historias ficticias pero inspiradas en su vida personal (real o imaginada). Este tipo de fanfiction está sujeto a controversia. Muchos autores de fanfiction estiman que es inmoral escribir acerca de personas reales. Dado además el frecuente carácter erótico de los relatos, se deben estimar también los daños a la imagen pública de la persona. Los defensores del Real People/Real Person, por el contrario, reclaman el derecho a ejercer su libertad creativa sin fronteras legales o morales. Dentro de esta categoría existe el RPS o Real People Slash/Real Person Slash, relatos slash u homosexuales sobre personas reales. Aquí, el tema de la controversia se acentúa aún más debido a que muchas veces la persona sobre la cual se escribe es heterosexual.
- Songfic (Canciónfic): fanfic escrito generalmente en prosa e inspirado o regido por una canción. Suele ser corto o del tamaño de la letra de esta. Este tipo de fanfics muestra algunas escenas de una historia acorde con la letra de una canción. Ya sea sólo algunas estrofas en medio del relato, toda la canción, dividiendo el fic en distintas partes y dando más consistencia a la historia, o seleccionar una parte de la canción, y línea por línea ir intercalando con la historia.
- Spamfic: fanfic "basura" o spam. Suele ser corto y generalmente sin sentido. Son extravagancias y locuras del autor, ideas del momento, la mayoría de las veces con una trama sin sentido, e incluso, en algunos casos con una trama inexistente.
- Podfic: Derivado del podcast. Estos tipos de fanfiction consisten en subir un audio del texto, normalmente grabado por la voz del autor. Sin embargo, su producción en español es menor comparada con el inglés. Por ejemplo, en Archive Of Our Own existen 12 podfics[31] en español, mientras que en inglés hay 26239[32] podfics, demostrando así que es un género popular en ese idioma.
- Plot? What Plot? (PWP) - ¿Trama? ¿Qué trama?-: una clasificación para fics que suelen tener nulo argumento y su propósito es mostrar al personaje en una acción o situación determinada sin mucha justificación (teniendo relaciones sexuales, en una cita romántica con el propio lector o con otro personaje (véase Character x Reader), etc).
- Crackfic (CF). Considerados por algunos como variante del spamfic, se toman situaciones específicas de libros, filmes o vivencias reales de gente famosa como una parodia, la cual es relatada en la mayoría de las veces como historias cortas. También, suelen crearse situaciones que no necesariamente se basan en las tramas originales y son deliberadamente disparatadas aunque coherentes con el argumento original y las personalidades de los personajes. Las parejas creadas, formadas o mostradas en estos relatos suelen llamarse crackpairing, las cuales no siguen el canon original de la serie, al igual que la trama del fic.
- Alternate Universe (AU) (Universo alterno): se utiliza a los personajes de una serie, pero colocados en una historia o contexto diferente. Suelen mantener el carácter y la descripción original de los personajes, pero la historia cambia total o parcialmente. En este caso también se denominan über. Un ejemplo de este tipo de obras podría ser la película de Warner Bros. A Cinderella Story.
- "What if…" o "qué pasaría si…": son relatos que tratan de responder a una premisa de este tipo, que puede ser moderada (no implica un cambio total del universo ficticio) o radical.
- Rapefic (ficción de violación): aquel que describe la violación sexual explícita o implícita de un personaje. Está asociado con el Lemon.
- AddOn: como el título expresa, este fic es un "añadido" a algo ya existente, semejante a inventar un nuevo capítulo a una serie o a una novela escrita.
- Darkfic: está enfocado hacia personas adultas o de mayor madurez. Los darkfic se encargan principalmente de exponer el "lado oscuro" de los personajes, proponiendo temáticas de tensión, muerte, demencia u otros trastornos psicológicos, suicidio, corrupción, depravación, adicciones u otros temas que reflejen la crueldad y la desgracia humana.
- Mary Sue o Gary Stu: un nuevo personaje, sin defectos aparentes, creado por quien escribe la historia el autor/a que irrumpe en la historia, atrayendo la atención e incluso el interés romántico de los personajes originales y convirtiéndose en el centro de la trama.
- Character x Reader: como el nombre indica, se describe una relación (principalmente romántica) entre el personaje de un universo ficticio y el propio lector. Suelen estar escritos en primera o segunda persona, y el nombre del lector se escribe como "T/N" (Tu Nombre, en inglés Y/N, Your Name) o simplemente se escribe otro nombre para el lector.
- Character x OC: Significa Character x Original Character (personaje original). El escritor crea un nuevo personaje para relacionarlo con alguien dentro del universo ficticio. Puede ser muy parecido al "x Reader" aunque en este no se utiliza la segunda persona sino la tercera o la primera en algunos casos.

#### Por la edad del lector
Se utiliza para informar al lector el grado de violencia, sexo, malsonancias, etc., que incluye el texto. Esta clasificación trata de imitar la clasificación por edades que se manejan en el ámbito del cine. Sin embargo suelen variar de pendiendo la plataforma en la que se utilizan. 
- Fiction Rated B o suplementario (1+): contenido recomendado para preescolar y niños. El sitio Fiction Ratings subdivide esta clasificación en dos categorías: K y K+.[34]
- Fiction Rated: K (5+) o G: contenido libre de lenguaje grosero, violencia moderada y temas adultos, aunque con una trama más compleja y elaborada que la clasificación anterior. Recomendado para todas las edades.
- Fiction Rated: K+ (9+) o PG: contenido con menor grado de violencia, insinuaciones de lenguaje grosero y ausencia de temas adultos. Recomendable para niños mayores de 9 años.
- Fiction Rated T (13+) o PG-13: no recomendado para menores de 13 años por contener violencia, lenguaje levemente grosero y temas adultos sugeridos.
- Fiction Rated M (16+) o NC-17: no recomendado para menores de 16 años por contener escenas de violencia, lenguaje grosero, temas adultos leves y situaciones explícitas.
- Fiction Rated MA (18+) o R: no recomendado para menores de 18 años por contener escenas explícitas de violencia, uso deliberado de lenguaje fuerte y grosero, temas adultos tratados de modo detallado y escenas fuertes.

## Relaciones
Una parte considerable del mundo de la fanficción gira en torno a las relaciones platónicas, románticas o sexuales entre personajes, normalmente aquellas no tratadas en la versión original y a menudo descritas con detalles explícitos. Además, dentro del fanfiction referido a las relaciones, un gran porcentaje lo constituyen las relaciones homosexuales, siendo las parejas formadas por hombres las más comunes. A este tipo de fanfiction se la denomina slash. En el caso que las relaciones sean entre dos mujeres, se le denomina femslash.
El fanfic referente a parejas se denota normalmente escribiendo los nombres de los protagonistas separados por una barra oblicua (/), por una equis minúscula o fusionando los nombres de los dos personajes (por ejemplo "A/B", "AxB" o "AB").

### Relaciones entre personajes
- Slash: relaciones homosexuales entre varones. También se incluyen los términos derivados del japonés: shōnen ai —amor de chicos, se da de forma poco explícita— y yaoi —cuando se da de forma explícita.[37]
- Uke: término proveniente del manga. Es la parte pasiva de la relación.
- Seme: término opuesto a uke. Es la parte activa de la relación.
- Suke: es el término que combina seme y uke. Se trata del personaje que puede actuar tanto de activo como de pasivo en la relación.
- Femslash: relaciones homosexuales entre mujeres; se incluye el término “saffic”. También se incorporan los términos derivados del japonés: shōjo ai —amor de chicas, se da de forma poco explícita— y yuri —cuando se da de forma explícita.
- Teko: es el término que combina tachi y neko. Se trata del personaje que puede actuar tanto de activa como de pasiva en la relación.
- Lime: situaciones de cierta tensión sexual y roces poco explícitos.
- Lemon: situaciones sexuales explícitas.
- Incest & Twincest: (Incesto & Gemelosincesto) - relaciones románticas entre hermanos o familiares.

## Consideraciones lingüísticas
Todas las palabras relacionadas con el universo de la fanfiction experimentan variaciones y se escriben de muchas maneras.
Al ser una palabra inglesa, el término fanfiction puede experimentar vacilaciones de género (la fanfiction o el fanfiction) o traducirse de forma literal como fanficción. También las abreviaturas pueden desarrollar variantes (ff y ffic, fanfic y fanfict, etc.).
En el fanfiction de manga y anime, hay términos especializados cuyo uso es muy común, a menudo llevados a la fanfiction occidental. Las relaciones sexuales explícitas son conocidas como lemon (limones). Este término proviene de la obra Cream Lemon, una de las primeras obras hentai, así como de la revista Lemon People. "Lime" (lima) es una versión más suave del “lemon”, con relaciones sexuales, pero sin ser necesariamente explícitas. Los términos shōnen-ai, yaoi, shōjo-ai y yuri también se usan a menudo para clasificar fanfictions con relaciones homosexuales.[cita requerida]

## Consideración cultural y literaria
Pese al número de relatos difundidos, para el gran público la fanfiction es aún desconocida o tratada como una manifestación literaria menor; en esta consideración influye tanto el limitado prestigio de las obras fuente (dentro de la llamada cultura popular) como la calidad literaria de los relatos resultantes.[cita requerida]
Sus defensores, sin embargo, señalan que muchos escritores reputados han empleado personajes y universos procedentes de otros autores a lo largo de la historia, y que cualquier escritor desarrolla su estilo copiando de aquellos a quienes más admira. Aquí cobra fuerza el argumento de que la fanfiction es una forma de conectar la tradición oral clásica con los "mitos" actuales procedentes de otros soportes. Henry Jenkins, catedrático del Instituto de Tecnología de Massachusetts y experto en la materia, apoyaba esta tesis ya en 1992:

La fanficción es una forma en que la cultura repara el daño causado en un sistema donde los mitos contemporáneos son propiedad de corporaciones en lugar de pertenecer al pueblo
Jenkins, Henry (1992): 

Por otra parte, la fanfiction se emplea como herramienta de aprendizaje en la escritura, especialmente en los países de habla inglesa y aún de forma experimental. Para algunos el hecho de que exista una retroalimentación continua entre el autor y el lector y que estos señalen las deficiencias del autor cómo problemas para seguir los diálogos son muy útiles para aprender a redactar correctamente, a crear historias entretenidas y personajes sólidos y carismáticos. Los que la utilizan consideran que puede ser especialmente positiva para los adolescentes, porque son quienes más se acercan a este tipo de expresión (aunque a día de hoy hay autores de todas las edades). Sin embargo, hay quien se distancia de esta visión porque decir que la fanfiction es una herramienta de aprendizaje presupone que la ficción original vale más o cuesta más esfuerzo que la fanfiction.[cita requerida]
Muchos autores de fanfiction se sitúan al margen de este debate, puesto que para ellos la actividad que desarrollan es principalmente social o recreativa y no literaria.[cita requerida]

## Elfanfictionen español
Debido a la aparición del internet, los fanzines comenzaron a ser publicados en la red, además de que la escritura y distribución de los textos resultó más sencilla y abarcó un mayor público. Con esto, los contenidos se dispersaron a una mayor velocidad, llegando a otras partes del mundo, así como idiomas. 
Así que cuando entre 1990 y 1995 llegó el internet a gran parte de Hispanoamérica, primero a España y luego a México, dio como resultado que en páginas como fanfiction.net se empezaran a publicar fanfics en español desde el año 2000. A partir de ese momento, la producción en español iría creciendo cada día, por ejemplo, Harry Potter cuenta con 56,000 fics en español.
No obstante, como dice Lizbeth Alcibar Vázquez en El extraño mundo del fanfiction: Una historia, miles de autores, no hay en español muchas investigaciones sobre el fenómeno del fanfiction ni de los fandoms ni todo lo que implica éstos, a pesar de que hay aproximadamente 110, 661 textos en español tan sólo en fanfiction.net.

### Recepción en el habla hispana
En el ámbito anglosajón existe ya una amplia bibliografía secundaria, con estudios dedicados al análisis de los fanfictions desde diferentes puntos de vista. Sin embargo, en el mundo hispano, el estudio de los fanfics es relativamente novedoso, aunque pueden citarse trabajos pioneros como los de Carmen Morán, Alberto Martos García o Eloy Martoz Núñez.

## Terminología
La mayoría de las estructuras propias de la fanfiction tienen nombres en inglés, y habitualmente también una abreviatura (ej.: H/C como abreviatura de Hurt/comfort). Casi toda la terminología que se usa dentro de la comunidad de fikers, ha sido creada por los fanes, y hasta la fecha no hay una recopilación oficial que ponga dentro del sistema todos los términos que tiene que ver con los fanfictions.[cita requerida]
- Point of View (POV): punto de vista. Se explica la situación desde el punto de vista de uno de los personajes. Se puede ir alternando a lo largo del escrito. Se usa poniendo 'POV' y el nombre del personaje que narra, lo cual hace que automáticamente pasé la narración a primera persona. Un ejemplo destacable puede ser el epílogo de la novela Eclipse, de Stephenie Meyer.[cita requerida]
- One True Pairing (OTP): la pareja real. Se usa para referirse a esas parejas que "están destinadas a estar juntas", o sea, las parejas favoritas de los fanes o el escritor de la historia y que son el eje de esta generalmente. Este término está muy vinculado al llamado shipping.[cita requerida]
- Out of Character (OoC): fuera del personaje. En varios relatos sucede que el autor cambia la personalidad del personaje en sí radicalmente para desarrollar la historia (un asesino caritativo, una persona arrogante haciéndose simpática...).[cita requerida]
- Original Character (OC): personaje original. Personaje inédito del autor insertado en la historia para darle coherencia a esta o por el simple hecho de representarse él mismo o un personaje de su invención en ella, ya sean masculinos (OMC) o femeninos (OFC).[cita requerida]
- Disclaimer/Declaimer: descargo de responsabilidad. Información legal, generalmente al principio del relato, acerca de los derechos de autor (copyright) de la obra de la cual se escribe, generalmente es un negación de propiedad de esta, haciendo alusión a su creador o dueño real y/u original.[cita requerida]

## Beta Readers
Un beta reader (también betareader, o reducido a beta, antiguamente pre-reader o pre-lector) es una persona que lee una obra escrita, generalmente de ficción, con lo que se ha descrito como "una mirada crítica, con el objetivo de mejorar la gramática, ortografía, caracterización y el estilo general de una historia antes de su lanzamiento al público." El autor o escritor, quien se puede denominar como el alphareader (lector alfa), puede utilizar varios "beta" antes de publicar su obra.
El término "beta" es una apropiación de la industria del software que utiliza los términos "alfa" y "beta" para obras internas en curso y obras por conocerse de manera pública, respectivamente (aun cuando la versión "beta" siga siendo probada internamente). Mientras que el uso del concepto y el término es más común entre los escritores de fanfiction, está creciendo en popularidad entre los novelistas, hasta el punto en que algunos han dado las gracias a sus lectores beta (a veces incluso refiriéndose a ellos) en sus agradecimientos. Un beta reader, quien puede o no ser conocido por el autor, puede ayudar como corrector de errores de ortografía y gramática o como un editor tradicional, trabajando en el "flujo" de la prosa. En la ficción, la versión beta podría resaltar errores en la trama o problemas con la continuidad, caracterización o credibilidad; tanto en ficción como en no-ficción, el beta también puede ayudar al autor con la comprobación de hechos reales. Otros tipos de grupos de redacción han sido conocidos por usar el término francés, critiquer o la versión abreviada e informal, critter en el mismo contexto que el beta reader.

## Medios de difusión
En 1998 se creó la página web FanFiction.net, dedicada exclusivamente a la producción y distribución de fanfiction. Dos años después comenzaría a tener registros de textos en español, siendo el primero hecho en el fandom de Harry Potter. En 1999 se creó la página LiveJournal, la cual no surgió como una web donde se pudiera publicar fanfics, sino como un diario en línea. Sin embargo, los internautas en algún punto le dieron otro uso.
Algo que también sucedió cuando nació Facebook en 2004 y Tumblr en 2007. Páginas web que iniciaron como medios de comunicación y que pronto adquirieron otras características parecidas a las de un archivo.
Por otra parte, también existen páginas dedicadas exclusivamente a leer o escribir fanfiction como Archive Of Our Own, lanzada oficialmente en 2009 y Wattpad en 2006 que junto a fanfiction.net son las webs con más fics en su inventario. Igualmente existen páginas exclusivas para fanfiction de temática homosexual, como Amoryaoi que comenzó en 2003 y Slasheaven.com en 2004. 
La página más reciente es Kindle Worlds, derivada de Amazon, que fue creada en 2013 y su propósito es legitimar el fanfiction. Esto a través de un contrato con editores o compañías dueñas de productos mediáticos, ese convenio dice que se les dará a los dueños del producto un porcentaje de las ganancias que genere el fanfiction y a los autores de éstos les pagarán sus lectores cuando adquieran el texto.
Esta idea de que el lector pague por el fanfiction de su agrado ya se implementó en 2018 en Wattpad, pero solamente para aquellos textos que sean originales, es decir, que no sean fanfics ni deriven de ningún producto cultural.

## Aspectos legales
Según las leyes actuales de copyright, propiedad intelectual y derechos de autor en la mayoría de países, el propietario de los derechos de una obra tiene el derecho de controlar o restringir la publicación de obras derivadas, aunque no reciben la propiedad de esas obras. El propietario del copyright de una obra original (película, serie, etc.) tendría entonces poder legal sobre la distribución de fanfiction.[cita requerida]
Sin embargo, muchas veces es tema de debate si la fanfiction es una obra derivada, o incluso hasta qué punto causan daño. En esta área, hay una serie de consideraciones que se extienden más allá de aspectos legales complejos. Por ejemplo, el poder de una carta amenazadora que remite una entidad rica a una persona individual, que difícilmente puede permitirse una buena representación legal, es enorme. Por otro lado, está la controversia y la mala publicidad generada por el hecho de atacar a los fanes, lo cual provoca que una gran empresa se lo piense dos veces antes de emprender acciones legales contra la fanfiction.[cita requerida]
La fanfiction suele tener a su favor el hecho de publicarse de forma amateur y sin ánimo de lucro. Aunque las leyes de copyright indican que la violación de derechos se produce incluso si no hay ánimo de lucro, este hecho es importante porque reduce o limita los daños que un juez pueda encontrar, y además hace posible algún tipo de defensa, bajo el uso justo de material con copyright.[cita requerida]
Los grandes estudios generalmente toleran la fanfiction. Una notable excepción es Lucasfilm, que ha demandado a varias páginas web debido a su naturaleza no comercial. Algunos estudios, además de hacer "la vista gorda" incluso promocionan las obras derivativas, porque creen que ayuda a mantener el interés de los fanes. J.K. Rowling,[cita requerida] por ejemplo, dice que le encanta la fanfiction de todo tipo (aunque aquellos relatos más obscenos son algo cuestionables), siempre que se indique el nombre del autor y no se le atribuyan a ella. Douglas Adams también ha mostrado aprecio al fanfiction basado en sus trabajos, hasta el punto que algunos dicen que hay escenas en un libro suyo basadas en fanfics.[cita requerida]
En el otro extremo se encuentra Anne Rice, que impide cualquier fanfic de sus personajes (la mayoría de ellos provenientes de su libro Entrevista con el Vampiro) y ha perseguido activamente cualquier obra derivada que tenga que ver con cualquiera de sus libros. Otros autores también hacen esto para proteger su propiedad intelectual y la distorsión del universo que crean en sus obras.

### Creative commons
Creative Commons (CC) es una organización, sin fines de lucro, con sede en EE. UU.; cuyo objetivo es permitir el intercambio y uso de la creatividad y conocimiento a través de herramientas legales gratuitas. En el caso de los fanfics, protege a los escritores del incumplimiento de los plazos del Copyright. En México ya se ha empezado a aplicar esta iniciativa.

### Organización para las obras transformativas (OTW)
Es una organización sin fines de lucro, administrada por fanes y para fanes, con el propósito de proveer acceso y preservar la historia de fanes y su cultura. La cual pretende conservar las historias y otros trabajos que los fanes crean, pues uno de sus fundamentos es que “las obras son transformadoras, por lo tanto son legítimas”.
Entre los muchos servicios que ofrece esta organización, se encuentra la ayuda legal frente a los problemas legales que los fanfikers enfrentan.
En la actualidad, en esta plataforma se encuentran más de 3.000 millones de obras creadas por fanes. La plataforma de la organización se encuentra en varios idiomas para poder abarcar más público. 

## Impacto cultural
La producción del fanfiction en ciertos fandoms —como Harry Potter— todos los días va en aumento, ya sea publicándose un fic al día o incluso más hechos por un mismo autor o por varios. Esa producción tan amplia significa para varios autores como Orson Scott Card una publicidad gratuita para sus libros y cree que quienes prohíben que se hagan fanfictions de sus obras pierden una gran oportunidad.
Algunos autores que se oponen a que sus obras sean utilizadas para la creación de fanfiction son los siguientes, quienes aparecen en la página fanfiction.net: 
- Anne Rice[55]
- Archie Comics
- Dennis L. McKiernan
- Irene Radford
- JR Ward
- Laurell K. Hamilton
- Nora Roberts / JD Robb
- PN Elrod
- Raymond Feist
- Robin Hobb
- Robin McKinley
- Terry Goodkind

En El fenómeno de la fanfiction, tesis de Anna Cruz Martín, afirma que gracias a los fanfictions, los productores y guionistas de series de televisión observan que es lo que le gusta a su público, incluso dice que para escribir un capítulo se inspiran en algunos fics. Por otro lado, hay guionistas a los que les tienen prohibido leer esa clase de textos para no ser acusados de plagio. 
Por ejemplo, Robert Singer, productor de la serie Supernatural, ha dado una entrevista donde habla acerca de su polémico episodio 200, donde se habla no sólo del fanfiction sino de las relaciones homosexuales que ven los fanes y de las cuales se hacen varios fanworks. 
Por otro lado, otra forma en que se ve el impacto del fanfiction es en las numerosas autoras que comenzaron escribiendo fics, las comunidades que crean los fanes como Hunters Heaven en Chile o el bar Incantatum en la Ciudad de México que está inspirado en Harry Potter y que realizará un Baile de Invierno basado en el que describe J.K. Rowling en el cuarto libro de su saga.